# Liste du patrimoine culturel immatériel de l'humanité en Bolivie
Cet article recense les pratiques inscrites au patrimoine culturel immatériel en Bolivie.

## Statistiques
La Bolivie ratifie la convention pour la sauvegarde du patrimoine culturel immatériel le 28 février 2006. La première pratique protégée est inscrite en 2008.
En 2023, la Bolivie compte 9 éléments inscrits au patrimoine culturel immatériel, 8 sur la liste représentative et une sur le registre des meilleures pratiques de sauvegarde.

## Listes

### Liste représentative
Les éléments suivants sont inscrits sur la liste représentative du patrimoine culturel immatériel de l'humanité.
| Élément | Type | Subdivision                 | Année | Lien  | Notes | Illus. |
| --- | --- | --------------------------- | ----- | ----- | ----- | ------ |
| La cosmovision andine des Kallawaya                                                                            | connaissances et pratiques concernant la nature et l’univers | Bautista Saavedra           | 2008  | 00048 |       |        |
| Le carnaval d'Oruro                                                                                            | pratiques sociales, rituels et événements festifs | Oruro                       | 2008  | 01069 |       |        |
| L'Ichapekene Piesta, la plus grande fête de Saint Ignace de Moxos                                              | pratiques sociales, rituels et événements festifs | San Ignacio de Moxos, Moxos | 2012  | 00627 |       |        |
| Pujllay et Ayarichi : musiques et danses de la culture yampara                                                 | pratiques sociales, rituels et événements festifs |                             | 2014  | 00630 |       |        |
| Les parcours rituels dans la ville de La Paz pendant l'Alasita                                                 | pratiques sociales, rituels et événements festifs | La Paz                      | 2017  | 01182 |       |        |
| La festivité de la Santísima Trinidad del Señor Jesús del Gran Poder (es) de la ville de La Paz                | pratiques sociales, rituels et événements festifs | La Paz                      | 2019  | 01389 |       |        |
| La grande fête de Tarija                                                                                       | arts du spectacle connaissances et pratiques concernant la nature et l’univers pratiques sociales, rituels et événements festifs savoir-faire liés à l’artisanat traditionnel traditions et expressions orales | Tarija                      | 2021  | 01477 |       |        |
| Ch'utillos (es), la fête de Saint Barthélemy et de Saint Ignace de Loyola : la rencontre des cultures à Potosí | pratiques sociales, rituels et événements festifs | Potosí                      | 2023  | 01958 |       |        |

### Patrimoine immatériel nécessitant une sauvegarde urgente
La Bolivie ne compte aucun élément listé sur la liste du patrimoine immatériel nécessitant une sauvegarde urgente.

### Registre des meilleures pratiques de sauvegarde
La Bolivie compte une pratique listée au registre des meilleures pratiques de sauvegarde :
| Élément | Type | Subdivision | Année | Lien  | Notes                             | Illus. |
| --- | ---- | ----------- | ----- | ----- | --------------------------------- | ------ |
| La sauvegarde du patrimoine culturel immatériel des communautés Aymara de la Bolivie, du Chili et du Pérou |      |             | 2009  | 00299 | Partagé avec le Chili et le Pérou |        |